# Кадмина, Евлалия Павловна
Евлалия Павловна Кадмина (7 (19) сентября 1853, Калуга — 10 (22) ноября 1881, Харьков) — русская певица, контральто, меццо-сопрано, драматическая актриса.

## Биография

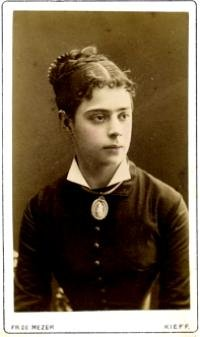
Евлалия Кадмина в 1870

Евлалия Кадмина родилась в семье калужского купца Павла Максимовича Кадмина и цыганки Анны Николаевны. Евлалия была младшей из трех сестер. С раннего детства у неё стал проявляться буйный, гордый и независимый характер. Евлалия росла замкнутым, одиноким ребёнком, который не сходился ни с кем, даже с родными сестрами. Она рано научилась читать и проводила все свободное время за книгами. Отец выделял её на фоне других детей и в возрасте 12 лет устроил Евлалию в престижное учебное заведение — Московский Елизаветинский институт.
На одном из вечеров для гостей в 1870 году пение Евлалии, обладавшей выдающимся голосом, услышал Н. Г. Рубинштейн. Он убедил её посвятить себя музыке и стать певицей.
Рубинштейн принял активное участие в судьбе Евлалии. Несмотря на то, что после смерти отца в том же 1870 году, семья Кадминой осталась без средств, он помог девушке стать студенткой Московской консерватории по классу пения с выплатой стипендии. В числе учителей Кадминой были такие заслуженные деятели искусствакак, как Александра Александрова-Кочетова, Иван Самарин и Петр Ильич Чайковский. Впоследствии, очарованный «бархатным богатым меццо-сопрано» Кадминой, Чайковский написал специально для неё музыку к весенней сказке А. Н. Островского «Снегурочка».
В восемнадцать лет состоялся её сценический дебют. Рубинштейн пригласил начинающую Кадмину на роль Орфея в опере Глюка «Орфей и Эвридика». Присутствовавшие в зрительном зале П. И. Чайковский и Н. Д. Кашкин отмечали:

Сценическая игра и пение Кадминой выдают в ней вполне состоявшуюся актрису. Она обладает необычайным, выдающимся талантом драматической актрисы и внутренним чувством прекрасного на сцене. И в дополнение ко всему она необычайно привлекательна.

### Оперная карьера

#### Москва

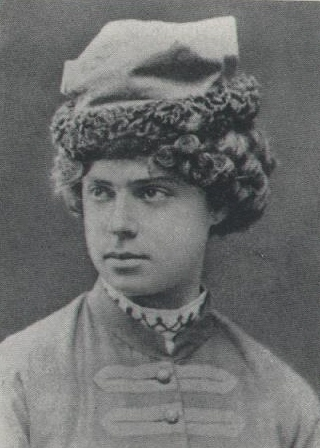
Евлалия Кадмина в роли Вани в опере Глинки «Жизнь за царя» (1873)

После окончания консерватории с серебряной медалью в 1873 году Кадмина получает приглашение попробовать себя на сцене Большого Театра. Её первое профессиональное выступление состоялось 30 апреля (12 мая) 1873 года в опере М. Глинки «Жизнь за царя». Исполнение роли Вани было оценено по достоинству.
Затем были роли: боярыня Морозова в «Опричнике» Чайковского, княгиня в «Русалке» А. Даргомыжского, Рогнеда в одноимённой опере А. Серова и много других. Евлалия Павловна стремилась к большему, она чувствовала, что сцена Большого театра не дает ей возможности проявить талант во всей полноте.
Уже в эти годы она затевала скандалы и впадала в истерики. Очень внимательно следила за тем, что о ней пишут в прессе, возмущалась в случае малейшего критического замечания. Она могла избить зонтиком журналиста или же накричать во время репетиции на статистов. Признанная певица, она понимала несносность характера и в одной из официальных бумаг даже подписалась «сумасшедшая Евлалия». Где бы она ни работала, Кадмина ни с кем не могла ужиться.

#### Санкт-Петербург
В 1875 году Кадмина решает не продлевать контракт с Большим Театром и принимает приглашение работать в Мариинском Театре в Санкт-Петербурге. Её исполнением роли боярыни Морозовой в «Опричинике» и Ратмира в опере «Руслан и Людмила» первоначально восхищались. Однако вскоре стали звучать критические отзывы о её пении, все чаще ей ставили в упрёк, что её голос недостаточно силён для сцены Мариинского театра.

#### Италия
В феврале 1876 года Кадмина уходит из Императорского театра и возвращается в Москву, где появляется в нескольких постановках Большого театра, а затем инкогнито уезжает в Италию. Она проводит в Италии два года (с весны 1876 по осень 1878), совершенствуя технику пения. Именно там она пробует петь роли сопрано. Изначально это льстит её самолюбию, но в будущем будет иметь самые тяжёлые последствия. Кадмина поёт в Неаполе, Турине, Флоренции и даже в Милане, всюду ей неизменно сопутствует оглушительный успех. Яркая магическая внешность актрисы из России обращает на себя внимание. Один из соотечественников, увидевший Кадмину в Италии, писал: «За русской красавицей, которая чернее и огненнее итальянок, бегают восхищённые взоры».
После выступлений Кадмина все чаще чувствует себя одинокой. Будучи в Милане, она сильно заболевает. Приглашенный к ней молодой врач Эрнесто Фалькони (по другим данным — Форкони), страстно влюбляется в пациентку. Она отвечает ему взаимностью, вскоре молодые люди женятся.

#### Киев
В 1878 году Кадмина принимает приглашение работать в Киеве. Она переезжает туда с мужем, и вскоре с большим успехом поёт на сцене Киевского театра. На премьере оперы «Аида» занавес поднимали пятнадцать раз. Затем была успешная партия Маргариты в «Фаусте» Ш.Гуно, «Гугеноты» Мейербера и «Русалка». Она пробует себя и в драматическом театре, с успехом сыграв в «Грозе» А. Н. Островского.
В то время у Кадминой появилась конкурентка — Эмилия Павловская. Её поклонники не принимали Кадмину, демонстративно освистывали, подкупали прессу. В такой напряжённой обстановке Евлалии было тяжело работать. В семейной жизни тоже начался разлад: Эрнесто Фальконе очень ревновал жену, всё чаще возникали ссоры. В итоге супруги со скандалом расстались, Фальконе уехал в Италию, а Кадмина — в Харьков.

#### Харьков

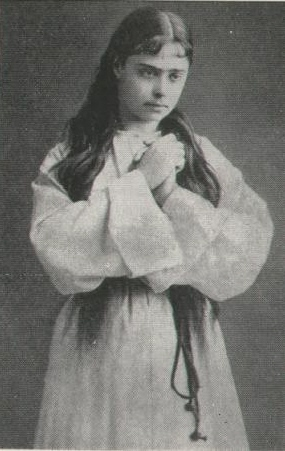
Евлалия Кадмина в роли Берты в опере Д. Мейербера «Пророк» (1880)

В 1880 году она приехала в Харьковский оперный театр, где проработала всего один сезон. Из-за увлечения партиями сопрано певица начала терять голос. Оперу пришлось оставить и перейти в драматический театр.
Дебютной ролью в качестве драматической актрисы стала роль Офелии в постановке «Гамлет» в декабре 1880 года. Игра Кадминой была очень благосклонно принята критиками. В 1881 году она сыграла более двадцати ролей, включая пьесы А. Островского и И. Шпажинского. Всюду ей сопутствовал успех, публика её любила, дежурила около дверей театра. Как в Италии, все чаще на актрису стали накатывать тоска и одиночество. Личная жизнь также не складывалась.

### Смерть
В 1881 году Кадмина влюбляется в офицера. Её избранник, происходивший из обедневшего дворянского рода, решает жениться, подыскивает выгодную партию и бросает любящую женщину. Пытаясь уйти от душевных мук, Кадмина с головой окунается в работу.
4 (16) ноября 1881 года офицер приходит с невестой на спектакль, где Кадмина исполняла главную роль в пьесе А. Островского «Василиса Мелентьевна». Увидев в зрительном зале любимого с невестой, в антракте Кадмина нашла в уборной коробок спичек, отломила фосфорные головки, залила их чаем и выпила. Раздался звонок, актриса вышла на сцену и  начала играть, но упала без сознания. Актриса умерла через шесть дней.
Из письма Чайковского в ноябре 1881 года:

О смерти Кадминой я узнал уже в Киеве из газет. Скажу вам, что это известие меня страшно огорчило, ибо жаль талантливой, красивой, молодой женщины, но удивлен я не был. Я хорошо знал эту странную, беспокойную, болезненно самолюбивую натуру, и мне всегда казалось, что она добром не кончит.

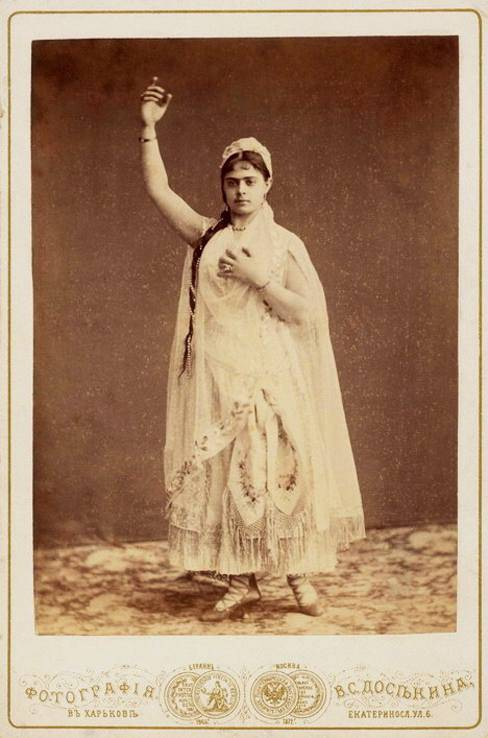
Кадмина на харьковской сцене. Фото В. Досекина

Кадмина покоится на 13-м городском кладбище Харькова. Первоначальное место упокоения — на Иоанно-Усекновенском кладбище, на месте которого разбит Молодёжный парк. Могила перенесена на нынешнее место в конце ул. Пушкинской в середине 1970-х годов.

### Актёрские работы
Оперы
- «Русалка» А. Даргомыжского,
- «Жизнь за царя» М. Глинки,
- «Руслан и Людмила» М. Глинки,
- «Опричник» П. Чайковского,
- «Рогнеда» А. Серова и другие.

Драмы
- Офелия в «Гамлете» Шекспира,
- Лариса в «Бесприданнице» А. Островского,
- Катерина в «Грозе» Островского,
- Маргарита Готье в «Даме с камелиями» А. Дюма-сына,
- Адриенна Лекуврер в одноимённой пьесе Э. Скриба и Э. Легуве.

## Произведения Кадминой
- Повесть «Диана Эмбриако».

## В популярной культуре

### Посвящения Кадминой
- П. И. Чайковский посвятил актрисе свой романс «Страшная минута».
- В честь Кадминой назвали Евлалию Ольгину (Успенскую), дочь профессиональных революционеров.

### Произведения, прототипом героинь которых стала Кадмина
- Повесть Ивана Тургенева «После смерти» («Клара Милич») 1882,
- Первый напечатанный рассказ юнкера Александра Куприна «Последний дебют» (1889) в журнале «Русский сатирический листок». За публикацию рассказа Куприн был отправлен на гауптвахту — юнкера не имели права печатать свои произведения без разрешения начальства.
- Рассказ Николая Лескова «Театральный характер» 1884,
- Пьеса А. С. Суворина «Татьяна Репина», поставлена 16 января 1889 в Малом театре, в главной роли М. Н. Ермолова;
- Продолжение этой пьесы под тем же названием написал А. П. Чехов в 1889 (по цензурным условиям не публиковалась при жизни).
- Пьеса Н. Н. Соловцова-Фёдорова «Евлалия Радмина», поставлена 10 февраля 1884 в Москве на сцене «Нового театра» М. Лентовского, в главной роли М. Г. Савина.
- А. И. Чепалов. Святая грешница Евлалия. Пьеса. 2005.
- Документальный фильм «Евлалия Кадмина» (2005, Россия).
- Роман Генри Лайона Олди «Нюансеры» (2019).

### Высказывания о Кадминой
«Всякая фраза ею серьезно обдумана, верно понята, талантливо передана» (Цезарь Кюи).
«Комета дивной красоты» (Анатолий Луначарский).